# Alaşehir
Alaşehir là một huyện thuộc tỉnh Manisa, Thổ Nhĩ Kỳ. Huyện có diện tích 1015 km² và dân số thời điểm năm 2007 là 97541 người, mật độ 96 người/km².